# Lauren Thomas-Johnson
Lauren Jane Thomas-Johnson (Stockport, 25 maggio 1988) è una cestista britannica.

## Carriera
Con la Gran Bretagna ha disputato due edizioni dei Campionati europei (2011, 2013).